# ナサホーム
株式会社ナサホームは、大阪府大阪市北区角田町8-1に本拠を置く、日本のリフォーム工事専門の建設会社。関西4府県及び名古屋、東京に基盤を持ち、2017年度の大阪府下での売上げ実績では第4位、リフォーム専業では第1位であった。2015年度には経済産業省の「平成26年度先進的なリフォーム事業者表彰事業者」に選定されている。

## 概要
1996年設立。2000年4月にリフォーム事業に特化。高品質かつデザイン性の高さをコンセプトにブランディングを図り売上げを伸ばす。2010年頃に売上げ30億円の壁に当たり、伸び悩んだため2011年に水回り工事専門店「みずらぼ」を設立。リフォームの「ナサホーム」と水回り専門店の「みずらぼ」とに分けそれぞれに多くのショールームを開設し事業展開。ショールームを持ったことで、小さな工事などでリフォーム会社へ足を運ぶことを躊躇していた客をコンビニ感覚で集客することに成功。リフォーム会社としては一級建築士、二級建築士、施工管理技士、インテリアコーディネーターなどの有資格者を高い割合で在籍させ、多くのショールームで顧客を獲得し売上げを伸ばした。水回りだけを専門店化することで、リフォーム全体のショールームでは取り込めなかったユニットバスの交換程度の小規模な工事でも獲得することに成功、さらに新入社員の早期戦力化及び低価格での高品質化工事の提供が可能となった。また、2015年度には経済産業省の「平成26年度先進的なリフォーム事業者表彰事業者」に選定されたが、受賞理由に水回り専門店の創設が消費者に分かりやすさと安心感を与え、異なる2つのサービスブランドが連携することで、潜在顧客の掘り起しだけでなく、人材育成・社内体制の構築など様々なメリットを創出したことが挙げられた。
2016年6月には、工期を遅延させないための新たな方策として、受注から完工までの期間短縮のための職人情報の共有システム及び職人の技術や施工範囲、整理整頓などについての星マーク5段階での評価制度の導入や、水回り専門店「みずらぼ」の売上拡大のためにマネジメント層を入れるなど体制を一新し、さらに業績を伸ばし2016年には58億円の売上げを計上した。また2018年5月には「みずらぼ桂南店」を出店し、初の京都進出を果たす。
2020年度には72.5億円を売上げ、総合リフォーム店では全国5位の規模となる。
2023年にFC事業を開始、香川県高松市にFC加盟店第1号店となる「みずらぼ高松サンフラワー通り店」がオープン。また同年9月には「ナサホーム南青山店」を出店。初の東京出店を果たす。

## 沿革
- 1996年10月 - 大阪市都島区に株式会社ナサホームを設立。当初は、主に不動産仲介業を営んでいた。
- 2000年4月 - リフォーム事業に参入。
- 2003年6月 - 千里店（吹田市千里山西）開設。
- 2004年6月 - 茨木リフォームスタジオ（茨木市東中条町）開設。
- 2005年6月 - 高槻リフォームスタジオ（高槻市芥川町）に開設。
- 2007年5月 - 千里店を移転（豊中市新千里東町、千里セルシー内）。千里セルシーリフォームスタジオとして開設。
- 2008年
  - 1月 - 家具の販売を業とする株式会社ナサモビリアを開設。6月、株式会社ナサモビリアが株式会社LIBEROより営業権譲渡を受け株式会社ナサホーム奈良と改称し営業開始。グループ会社として西大寺バンビスタジオを開設。
  - 10月 - 逆瀬川リフォームスタジオ（兵庫県宝塚市逆瀬川）開設。
- 2009年11月 - CAD設計室開設（神戸市灘区）。
- 2010年
  - 1月 - 株式会社ナサホーム奈良を合併、西大寺リフォームスタジオに改称。六甲道リフォームスタジオ（神戸市灘区）開設。
  - 11月 - 本社移転（大阪市北区の梅田阪急ビルオフィスタワー）。
- 2011年1月 - 梅田リフォームスタジオ開設（大阪市北区の梅田阪急ビルオフィスタワー）。6月 - 関連会社みずらぼ設立。リフォーム業者紹介サイト『ホームプロ』2011年度顧客満足優良店表彰[14]。
- 2013年1月 - 泉ヶ丘リフォームスタジオ（堺市南区茶山台）開設。
- 2014年6月 - 神戸北町リフォームスタジオ（神戸市北区日の峰）開設。
- 2015年
  - 1月 - みずらぼを株式会社ナサホームの水回り事業部として運営開始。経済産業省の「平成26年度先進的なリフォーム事業者表彰事業者」に応募総数112社の中から選定される[6][7][15]
  - 2月 - 都島店と梅田リフォームスタジオを統合する。6月、名古屋に進出。八事山手通ショールーム（名古屋市昭和区）開設。
- 2016年3月 - 大名古屋ビルヂングリフォームスタジオ（名古屋市中村区）開設。6月、HDC神戸リフォームスタジオ（神戸市中央区）開設。
- 2017年
  - 2月 - HDC神戸リフォームスタジオと六甲道リフォームスタジオとを統合。2017年の大阪府下での売上げ実績で第4位、リフォーム専業では第1位となる[4][5]。同年、株式会社ホームプロより2017年度の西日本、大阪府、兵庫県での成約金額1位表彰[16]。
  - 3月 - 千里セルシーリフォームスタジオを移転（豊中市新千里東町、千里ライフサイエンスセンタービル内）。千里中央リフォームスタジオとして開設。
- 2018年5月 - 京都に進出。みずらぼ桂南店開設。
- 2020年
  - 3月 - みずらぼアステ川西店（川西市栄町）開設。
  - 5月 - みずらぼテラッソ姫路店（姫路市駅前町）開設。
- 2021年
  - 2月 - 大名古屋ビルヂング店を移転（名古屋市中村区、グローバルゲート内）。名古屋グローバルゲートリフォームスタジオとして開設。
  - 4月 - ナサホーム形態で営業していた高槻リフォームスタジオをみずらぼ高槻店としてリニューアルオープン。
  - 4月 - ガイソー吹田店を移転。ガイソー東大阪店・みずらぼ東大阪店（東大阪市上小阪）として複合形式にて開設。
  - 5月 - 西宮リフォームスタジオ（西宮市田中町）を開設。

- 2023年
  - 3月 - 香川県に初のフランチャイズ店舗　みずらぼ高松サンフラワー通り店（香川県高松市）を開設。
  - 9月 - 東京に進出。南青山店（東京都港区）を開設。

（その他）

## 所在地
- 本社
  - 大阪府大阪市北区角田町8-1 大阪梅田ツインタワーズ・ノース17F[1]

### ショールームおよび店舗
出典：
- 大阪エリア
  - ナサホーム 4店舗（梅田、茨木、千里中央、泉ヶ丘 各リフォームスタジオ）
  - みずらぼ 6店舗（都島店、千里丘店、みのおキューズモール店、フレスポしんかな店、高槻店、東大阪店）
- 兵庫エリア
  - 4店舗（逆瀬川、神戸北町、HDC神戸、西宮 各リフォームスタジオ）
  - みずらぼ 8店舗（尼崎つかしん店、HDC神戸店、西神中央店、夙川店、六甲店、明石店、アステ川西店、テラッソ姫路店）
- 京都エリア
  - みずらぼ 1店舗（桂南店）
- 奈良エリア
  - ナサホーム 1店舗（西大寺リフォームスタジオ）
  - みずらぼ 1店舗（ならファミリー店）
- 名古屋エリア
  - ナサホーム 2店舗（八事山手通、名古屋グローバルゲート 各リフォームスタジオ）
- 東京エリア
  - ナサホーム 1店舗（南青山店）
- 四国エリア
  - みずらぼ 1店舗（高松サンフラワー通り店※フランチャイズ）

### 免許
出典：
- 建設業：国土交通大臣 許可（般-30)第23008号
- 宅地建物取引業：大阪府知事（6）第44891号
- 一級建築士事務所：大阪府知事（ハ）第22066号

## 所属団体
出典：
- 一般社団法人　日本住宅リフォーム産業協会
- 一般社団法人　リノベーション住宅推進協議会
- 日本木造住宅耐震補強事業者協同組合
- TOTOリモデルクラブ
- LIXILリフォームネット
- パナソニックの住まいパートナーズ